# Tadek
Tadek, właściwie Tadeusz Polkowski (ur. 26 sierpnia 1982 w Krakowie) – polski raper. Znany jest przede wszystkim z wieloletnich występów w zespole hip-hopowym Firma, którego był współzałożycielem. Wcześniej występował w lokalnej formacji DMF (Dwóch Małoletnich Fachowców). Od 2011 prowadzi również solową działalność artystyczną.
Syn Anny i Jana Polkowskiego, poety, działacza NSZZ Solidarność. Ma troje rodzeństwa. Studiował stosunki międzynarodowe. Jest żonaty i ma dwóch synów.

## Życiorys

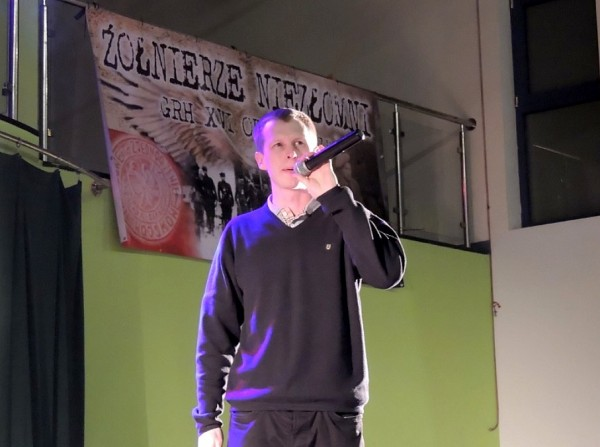
Tadek podczas koncertu (2013)

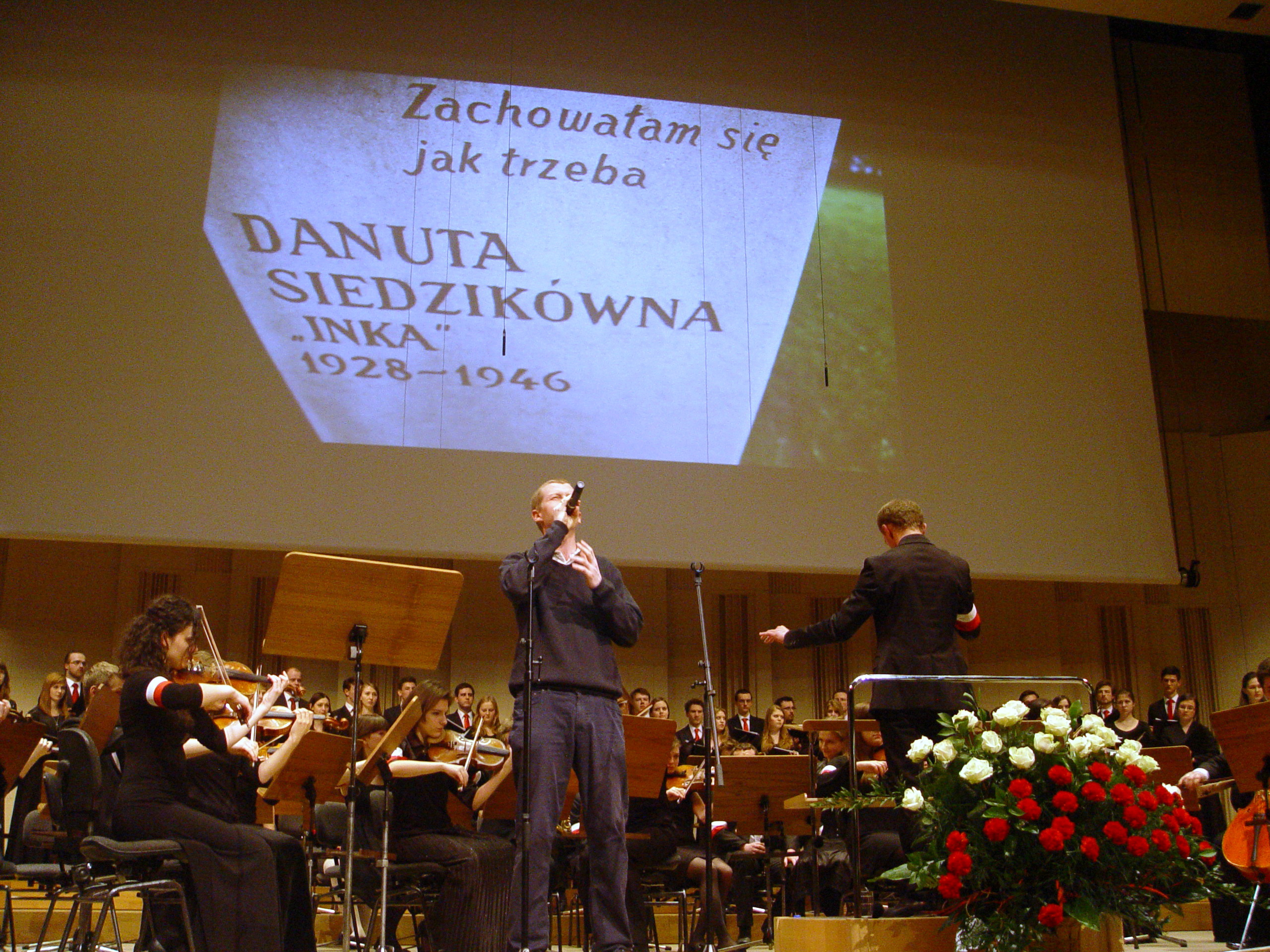
Tadek podczas koncertu „Waszej Pamięci Żołnierze Wyklęci” (Filharmonia w Kielcach, 25 lutego 2014)

Był twórcą pierwszego nielegalu krakowskiego DMF. W 2000 wraz z Marcinem „Kali” Gutkowskim założył w Krakowie grupę Firma. Do 2011 wraz z zespołem nagrał szereg albumów, w tym: Pierwszy nielegal (2001), Z dedykacją dla ulicy (2002), Nielegalne rytmy (2005), Przeciwko kurestwu i upadkowi zasad (2008), NieLegalne Rytmy. Kontynuacja oraz Nasza broń to nasza pasja (2011). W międzyczasie gościł m.in. na płytach takich wykonawców jak: DJ 600V, WWO, Bosski Roman, Popek oraz PTP.
W 2011 rozpoczął działalność solową. Od tego czasu opublikował utwory i teledyski promujące pierwszy album zatytułowany Niewygodna prawda. Były to utwory „Żołnierze wyklęci” w 2011 (upamiętniający żołnierzy wyklętych, zbrojne podziemie antykomunistyczne działające po zakończeniu II wojny światowej), następnie na początku 2012 tytułowy „Niewygodna prawda”. W lutym ukazał się teledysk do utworu „Rotmistrz Witold Pilecki”, stanowiącego upamiętnienie osoby Witolda Pileckiego, zaś w lipcu powstał obraz do utworu „Generał Nil”, który upamiętnia osobę generała Augusta Emila Fieldorfa. W zamierzeniu autora na płycie znalazły się treści dotyczące „wspaniałych oraz tragicznych wydarzeń w polskiej historii”.
W międzyczasie raper wziął udział w akcji „Ratujmy Roja”, zmierzającej do realizacji filmu o Mieczysławie Dziemieszkiewiczu, ps. „Rój” oraz otwarciu stałej ekspozycji w Muzeum Armii Krajowej w Krakowie. Ponadto Polkowski, wraz z takimi wykonawcami jak Pjus, Pih, Lukasyno czy Juras znalazł się w honorowym komitecie poparcia Marszu Niepodległości. W drugiej połowie października 2012 rozpoczęła się przedsprzedaż debiutu rapera. Dystrybucja albumu odbyła się za pośrednictwem Internetu. Płyta była także dołączona do drugiego wydania czasopisma Magna Polonia, związanego z Obozem Narodowo-Radykalnym. Wydawcą płyty była rozgłośnia Radio Wnet, na antenie której album miał premierę 12 listopada 2012. Mecenat nad projektem objęły Urzędy Miast: Gdyni, Kraśnika, Ostrołęki, Szydłowca i Siedlec. Prócz wspomnianych wyżej utworów promujących: „Rotmistrz Witold Pilecki”, „Generał Nil” także inne zawarte na albumie odnoszą się do historii Polski: „Kresy” z gościnnym udziałem Lukasyno dotyczy Kresów Wschodnich, „Inka” upamiętnia Danutę Siedzikównę ps. „Inka”. Ponadto dwie piosenki powstały jako interpretacja innych utworów: „Ballada grudniowa” (autorem jest anonimowy uczestnik demonstracji w grudniu 1970), zaś „Elegia o chłopcu polskim” stanowi interpretację wiersza Elegia o ... [chłopcu polskim] autorstwa Krzysztofa Kamila Baczyńskiego. Gościnnie na płycie wystąpili także Bosski Roman (w utworach „Dla emigracji” i „Oda do zepsucia” – druga z piosenek została pierwotnie opublikowana na albumie Krak 4) oraz Bilon i Hudy HZD w utworze „Myśl samodzielnie”. Promujący płytę utwór „Żołnierze wyklęci” został poszerzony i ostatecznie powstały z niego dwie piosenki: „Żołnierze wyklęci” i „Żołnierze wyklęci cz. 2 Historia Roja”.
Współpracuje z Muzeum Armii Krajowej w Krakowie. Brał udział w koncertach o tematyce patriotycznej, m.in. w hołdzie żołnierzom wyklętym. Od 2012 jest organizatorem akcji „Rodacy – Bohaterom”, której celem jest pomoc rodzinom polskich kombatantów zamieszkałych na Kresach poza granicami Polski. Był jednym z inicjatorów koncertu w hołdzie rotmistrzowi Witoldowi Pileckiemu, który odbył się 24 maja 2013 w Krakowie. Wraz z oddziałem Instytutu Pamięci Narodowej w Krakowie i Centrum Kultury Rotunda zorganizował koncert pt. „Tajne Komplety” 8 czerwca 2013 w Krakowie, który stanowił połączenie wykonanej muzyki hip-hopowej i przekazanych treści z zakresu historii Polski (wystąpili także Sokół, Pih, Juras, Hemp Gru, Kajman, Lukasyno, Bas Tajpan).
W 2014 przyjął zaproszenie wstąpienia do Komitetu Honorowego Fundacji „Łączka”, sprawującej opiekę i działalność wspierającą wobec Kwatery na Łączce.
Druga płyta artysty, stanowiąca kontynuację debiutanckiego krążka, zatytułowana Niewygodna prawda II. Burza 2014 pojawiła się na rynku pod koniec pierwszego kwartału 2014. Wpierw egzemplarze płyty zostały dołączone do wydania tygodnika „Gazeta Polska” nr 9 z 26 lutego 2014, następnie oficjalną premierę albumu wyznaczono na 15 marca 2014 za pośrednictwem Fonografiki. W zamierzeniu twórcy promocja albumu została włączona w ramach ogólnopolskiej akcji kulturalno-edukacyjnej „Burza 2014” (stanowiącej odniesienie do historycznej Akcji „Burza” z 1944), w ramach której przewidziano koncerty, zbiórki pomocy na rzecz Polaków mieszkających na Wschodzie, spotkania z kombatantami, edukację i propagowanie historii i upamiętnienie walczących oraz samego wydarzenia z 1944. Na albumie znalazły się utwory upamiętniające Zrzeszenie Wolność i Niezawisłość, powstanie styczniowe, Jana Łożańskiego, ps. „Orzeł”, Zygmunta Szendzielarza, ps. „Łupaszka”, służbę kobiet w Armii Krajowej, a także odnoszące się do zbrodni stalinowskich i Ukraińskiej Powstańczej Armii (UPA). Utwór „Dziadunio” stanowi interpretację wiersza pt. Dziaduś autorstwa Mieczysława Romanowskiego. Ponadto, do 10 premierowych utworów na płycie, dołączono 5 piosenek z debiutanckiego albumu Tadka.
Rozmowa z Tadeuszem Polkowskim została zawarta w książce autorstwa Tomasza Terlikowskiego pt. Pojedynki z 2014.
W 2015 został wyróżniony nagrodą „Świadek Historii”, przyznaną przez oddział Instytutu Pamięci Narodowej w Rzeszowie.

## Dyskografia

### Albumy solowe
| Rok  | Dane dot. albumu                                                              |
| ---- | ----------------------------------------------------------------------------- |
| 2012 | Niewygodna prawda - Data: 8 listopada 2012 - Wydawca: Radio Wnet              |
| 2014 | Niewygodna prawda II. Burza 2014 - Data: 15 marca 2014 - Wydawca: Fonografika |
| 2016 | Ostatni rozkaz - Data: 1 lipca 2016 - Wydawca: wydanie własne (nielegal)      |
| 2021 | Stare brudnopisy - Data: 11 marca 2021 - Wydawca : KAVARITO                   |

### Występy gościnne
| Rok  | Album                                               | Utwór | Źródło        |
| ---- | --------------------------------------------------- | --- | ------------- |
| 2001 | Wkurwione bity – DJ 600V                            | „Za dużo” (gościnnie: Incydent, Tadek, Kali) | [ 51 ]        |
| 2005 | Witam was w rzeczywistości – WWO                    | „Chcesz być słynny” (gościnnie: Tadek, Bosski Roman, Kali, Mercedresu)                                                                                  | [ 52 ]        |
| 2007 | Krak – Bosski Roman & Piero                         | „Na 100%” (gościnnie: Sokół, Tadek) | [ 53 ]        |
| 2007 | Wyjęty spod prawa – Popek                           | „Radź sobie sam” (gościnnie: Tadek) | [ 54 ]        |
| 2008 | HeavyWeight – Popek                                 | „Czarno to widzę” (gościnnie: Bosski Roman, Tadek) | [ 55 ]        |
| 2009 | Krak 2 – Bosski Roman & Piero                       | „Czujesz się nad?” (gościnnie: Tadek) „JP – Jestem porządny” (gościnnie: Młody Bosski, Tadek) „Mamy moc” (gościnnie: Leetal, Firma: Popek, Kali, Tadek) | [ 56 ]        |
| 2009 | Droga – Hemp Gru                                    | „Wyrok ulicy” (gościnnie: Kafar, Żary, Tadek, Bosski Roman, Kali, Popek, Rest)                                                                          | [ 57 ]        |
| 2009 | Eksplozja – NON Koneksja                            | „Ostatni raz” (gościnnie: Firma: Kali, Bosski Roman, Tadek)                                                                                             | [ 58 ]        |
| 2010 | Uliczny styl – Szajka                               | „Z biegiem czasu” (gościnnie: Tadek) | [ 59 ]        |
| 2010 | Krak 3 – Bosski Roman                               | „JP” (gościnnie: Tadek) | [ 60 ]        |
| 2010 | Wybuchowa receptura – PTP                           | „Łapię życie za pysk” (gościnnie: Bosski Roman, Tadek)                                                                                                  | [ 61 ]        |
| 2010 | Wspólnie i w porozumieniu – HipoToniA WIWP          | „Koncerty” (gościnnie: Bosski Roman, Tadek) | [ 62 ]        |
| 2012 | Krak 4 – Bosski Roman                               | „Oda do zepsucia” (gościnnie: Tadek) | [ 63 ]        |
| 2013 | Monster – Popek                                     | „Jeszcze Firma nie zginęła” (gościnnie: Tadek, Bosski Roman)                                                                                            | [ 64 ]        |
| 2013 | XM2012 – Berezin                                    | „SSF” (gościnnie: Kali (Szybki Szmal), ILLG, Bosski Roman, Klimon, Ledion, Cistychov, Komplex, Tadek, Pravda)                                           | [ 65 ] [ 66 ] |
| 2013 | Artykuł 226 Paragraf 1 – Marcinek 3Z                | „W naszych rękach jest jej los” (gościnnie: Emace, Mayon, Sobiepan, Tadek)                                                                              | [ 67 ]        |
| 2013 | Od serca 2012 – Dudek RPK                           | „Dla ludzi z charakterem” (gościnnie: Bosski Roman, RPK, Popek, Tadek)                                                                                  | [ 68 ]        |
| 2014 | TheRapYa szokowa dozwolona od lat 18 – Bosski Roman | „Druga połowa” (gościnnie: Peja, Pih, Tadek) | [ 69 ]        |
| 2014 | OZNZ – Dixon37                                      | „Cichy świadek” (gościnnie: Bosski Roman, Stefan, Tadek, Młody Krasul)                                                                                  | [ 70 ]        |
| 2015 | Pretekst – Nizioł                                   | „KRK Rap” (gościnnie: Sabot, Bosski Roman, Tobi, Chińczyk, A.R.F, Gruszka, Gruber, Żabol, Tadek, Songo)                                                 | [ 71 ]        |
| 2019 | Noiz – Jahbestin                                    | „Demokracja” (gościnnie: Tadek) | [ 72 ]        |

### Kompilacje różnych wykonawców
| Rok  | Album                                    | Utwór | Źródło |
| ---- | ---------------------------------------- | --- | ------ |
| 2006 | Prosto Mixtape Deszczu Strugi            | „Jedziesz 2” – Małolat, Ward, Pono, Tadek, Bosski Roman, Juras, Roman, Wigor „Kim jestem w twoich oczach” – Firma                                 | [ 73 ] |
| 2008 | KRKRAP.com Vol.2                         | „Reprezentuję JP” (Piero Remix) – Firma | [ 74 ] |
| 2010 | Beatmaker Mixtape – Piero                | „Gdy życie doświadcza to o wenę nie trudno (Remix)” (gościnnie: Firma) „Przeciwko kurestwu i upadkowi zasad (Remix)” (gościnnie: Firma, Hemp Gru) | [ 75 ] |
| 2011 | Grube jointy                             | „Jara-My” (GJ Edition) – Firma | [ 76 ] |
| 2012 | Drużyna mistrzów                         | „Myśl samodzielnie” – Tadek, Bilon, Hudy HZD „Fi Di Youths” – Firma, Daddy Freddy, Młody Bosski                                                   | [ 77 ] |
| 2013 | Drużyna mistrzów 2: Sport, muzyka, pasja | „Wirus lenistwa” – Pih, Bosski Roman, Tadek, Młody Bosski „Wirus lenistwa” (remiks) – Pih, Bosski Roman, Tadek, Młody Bosski                      | [ 78 ] |
| 2014 | Nowe pokolenie 14/44                     | „Do powstańca” – Tadek, Sławomir Uniatowski | [ 79 ] |

## Teledyski
| Rok                 | Tytuł | Reżyseria/Realizacja      | Album                                                 | Źródło |
| ------------------- | --- | ------------------------- | ----------------------------------------------------- | ------ |
| 2012                | „Rotmistrz Witold Pilecki” *                                                                                           | –                         | Niewygodna prawda                                     | [ 80 ] |
| 2012                | „Niewygodna prawda” | Gwaranto Studio           | Niewygodna prawda                                     | [ 81 ] |
| 2012                | „Oda do zepsucia” (oraz: Bosski Roman)                                                                                 | Gwaranto Studio           | Niewygodna prawda                                     | [ 82 ] |
| 2012                | „Powstanie” | Michał Pigłowski          | Niewygodna prawda                                     | [ 83 ] |
| 2012                | „Generał Nil” | –                         | Niewygodna prawda                                     | [ 84 ] |
| 2013                | „Żołnierze wyklęci” | –                         | Niewygodna prawda                                     | [ 85 ] |
| 2014                | „Wolność i Niezawisłość”                                                                                               | Sławomir Górski           | Niewygodna prawda II. Burza 2014                      | [ 86 ] |
| 2014                | „Sztafeta pokoleń” | Michał Pigłowski          | Niewygodna prawda II. Burza 2014                      | [ 87 ] |
| 2018                | „Milion bohaterów” | Krzysztof Brożek          | –                                                     | [ 88 ] |
| * teledysk usunięty | |                           |                                                       |        |
| Gościnnie           | |                           |                                                       |        |
| 2007                | „Na 100%” – Bosski Roman & Piero (gościnnie: Sokół, Tadek)                                                             | –                         | Krak                                                  | [ 89 ] |
| 2009                | „Wyrok ulicy” – Hemp Gru (gościnnie: Kafar, Żary, Tadek, Bosski Roman, Kali, Popek, Rest)                              | Diil Film Studio          | Droga                                                 | [ 90 ] |
| 2010                | „Czujesz się nad?” – Bosski Roman & Piero (gościnnie: Tadek)                                                           | –                         | Krak 2                                                | [ 91 ] |
| 2011                | „Niełatwy żywot ulicznego rapera” – Bosski Roman (gościnnie: Hijack, Gabi, Paluch, Peja, Sobota, Popek, Komlex, Tadek) | –                         | Krak 3                                                | [ 92 ] |
| 2012                | „Jeszcze Firma nie zginęła” – Popek (gościnnie: Tadek, Bosski Roman)                                                   | WagWan / Muki Productions | Monster                                               | [ 64 ] |
| 2012                | „Oda do zepsucia” – Bosski Roman (oraz: Tadek)                                                                         | GwarantoStudio            | Krak 4                                                | [ 93 ] |
| 2013                | „Głos pokolenia” – Bosskiskład: Bosski/Młody Bosski (gościnnie: HDS, Dudek RPK, Tadek)                                 | GwarantoStudio            | Braterska siła                                        | [ 94 ] |
| 2014                | „Wirus lenistwa” – Pih, Bosski, Młody Bosski, Tadek                                                                    | GwarantoStudio            | Drużyna mistrzów 2: Sport, muzyka, pasja (kompilacja) | [ 95 ] |
| 2014                | „Cichy świadek” – Dixon37 (gościnnie: Bosski Roman, Stefan, Tadek, Młody Krasul)                                       | Poka Film                 | OZNZ                                                  | [ 70 ] |
| 2015                | „KRK Rap” – Nizioł (gościnnie: Sabot, Bosski Roman, Tobi, Chińczyk, A.R.F, Gruszka, Gruber, Żabol, Tadek, Songo)       | Oesvidyo                  | Pretekst                                              | [ 71 ] |
| 2019                | „Demokracja” – Jahbestin (gościnnie: Tadek)                                                                            | ZION Films                | Noiz                                                  | [ 72 ] |